# Valencia C.F.
Valencia Club de Fútbol (poznatiji pod imenom Valencia CF ili Los Che) španjolski je profesionalni nogometni klub iz Valencije. Klub nastupa u La Ligi te je jedan od najvećih i najuspješnijih španjolskih nogometnih klubova. Valencia je do sada osvojila šest naslova prvaka La Lige, sedam naslova Španjolskog kupa, jedan naslov Kupa UEFA, dva naslova Kupa velesajamskih gradova, jedan naslov Kup pobjednika kupova, dva naslova Europskog superkupa te naslov Španjolskog superkupa. Također su dva puta igrali u finalu Lige prvaka, ali oba puta su poražena; prvi put sezone 1999./2000. od Real Madrida, a drugi put sezone 2000./2001. godine od njemačkog Bayerna. Valencia je također bila članom skupine G-14, a sada je član Europskog udruženja klubova. 
Klub se nalazi na četvrtom mjestu po broju osvojenih bodova na tablici La Lige svih vremena, iza Real Madrida, Barcelone i Athletica. U međunarodnim natjecanjima Valencia je treći najuspješniji španjolski klub iza Real Madrida i Barcelone. Te tri momčadi ujedno su i jedini španjolski klubovi koji su osvojili više od pet međunarodnih trofeja.
Valencia je osnovana 1919., a od 1923. igraju na stadionu Mestalla, kapaciteta 55.000 sjedećih mjesta. Klub će se uskoro preseliti na novi stadion Nou Mestalla koji će imati kapacitet od 75.000 sjedećih mjesta. Trenutno je u izgradnji, a nalazit će se u sjevero-zapadnom djelu grada. Valencia ima dugogodišnje rivalstvo s Levanteom koji se također nalazi u Valenciji, te s Villarrealom koji se nalazi u tzv. Valencijskoj Zajednici. 
Valencia je treći najpopularniji nogometni klub u Španjolskoj, odmah iza Real Madrida i Barcelone. Također je jedan od najvećih klubova u svijetu prema broja registriranih navijača.

## Povijest
Klub je osnovan 1919., a prvi predsjednik kluba bio je Octavio Augusto Milego Diaz. On je izabran nasumce, točnije bacanjem novčića. Valencia je svoju prvu službenu utakmicu odigrala 21. svibnja 1919. protiv Gimnástica. Susret je završio pobjedom Valencie od 1:0. 
Valencia je svoje domaće utakmice igrala na stadionu Algirós koji je otvoren 7. prosinca 1919., a 1923. se sele na novi stadion Estadio Mestalla. U prvoj utakmici na Mestalli Valencia je igrala protiv Castellóna, a utakmica je završila rezultatom 0:0.  Sljedećeg dana Valencia je ponovo igrala s istim protivnikom, a slavila je pobjedom od 1:0. Te iste godine osvajaju Regionalno prvenstvo, a tim su uspjehom dobili pravo sudjelovanja u Španjolskom kupu. 
Nakon Španjolskog građanskog rata 1941. Valencia osvaja Copa del Rey. U finalu su slavili protiv Espanyola. U sezoni 1941./1942. po prvi puta osvajaju Primeru.  Kasnijim dobrim rezultatima u sezonama 1943./1944. i 1946./1947. još dvaput osvajaju španjolsku ligu.
Tijekom 1950-ih Valencia ne uspjeva ponoviti dobre rezultate iz prethodnog razdoblja. Obnovom Mestalle povećan je kapacitet stadiona na 45.000 sjedećih mjesta.  U momčad stižu strani i domaći igrači među kojima i španjolski reprezentativac Antonio Puchades i Nizozemac Faas Wilkes. Sezonu 1952./1953. klub sezonu završava na drugom mjestu, a sljedeće sezone osvaja Copa del Rey, tada poznatijeg pod nazivom Copa del Generalísimo.
Počeci 1960-ih za Valenciu su bili uspješni, tada osvajaju svoj prvi europski trofej: Kup velesajamskih gradova (danas Kupa UEFA). Čak su tri puta igrali u finalu tog natjecanja: sezone 1961./1962. su porazili Barcelonu, u  1962./63. poraženi se od zagrebačkog Dinama, a u 1963./1964. su rezultatom 2:1 porazili Real Zaragozu.
Početkom 1970. za trenera Valencie imenovan je slavni Alfredo Di Stefano. Bivši igrač Real Madrida koji je dvaput osvajao Zlatnu loptu, s Valenciom osvaja četvrtu titulu španjolskog prvaka. S tim uspjehom, Valencia se po prvi puta u svojoj povijesti natjecala u kvalifikacijama za Europski Kup. Sezone 1971./72. stigli su do 3. kola u kojem su poraženi od mađarskog Újpesta. Najbolji igrači Valencie 1970-ih bili su Austrijanac Kurt Jara, Nizozemac Johnny Rep i Argentinac Mario Kempes, koji je u sezonama 1976./1977 i 1977./1978. bio najbolji strijelac španjolske lige. U sezoni 1978./1979. osvajaju Španjolski kup, a godinu kasnije osvajaju svoj prvi trofej Kupa pobjednika kupova. Do tog trofeja stigli su porazivši u finalu engleski Arsenal.
Počekom 1982. za trenera Valencie imenovan je Miljan Miljanić.  Valencia je te godine odigrala katastrofalnu sezonu. Samo tjedan dana prije kraja prvenstva Valencia se nalazila na 17. mjestu. Miljanić dobiva otkaz, a zamjenjuje ga je Koldo Aguirre. On je uspio u zadnjem kolu prvenstva spasiti Valenciu od ispadanja u drugu ligu. U sezonama 1983./1984. i 1984./1985. klub se nalazio u ogromnim dugovima. Najnižu točku u svojoj povijesti doživjeli su sezone 1985./1986. kada ispadaju u drugu ligu, a uz to, zbog neisplaćenih plaća, mnogi igrači napuštaju klub. Klub je tako ispao iz La Lige nakon dugih 55 godina.
Na mjesto novog predsjednika kluba stiže Arturo Tuzón. On 1986. na klupu Valencie vraća Alfreda Di Stefana. To se pokazao kao dobar potez jer već u sezoni 1986./1987. klub se vraća u prvu ligu. Sljedeće sezone još uvijek pod vodstvom Di Stefana klub osigurava ostanak u La Ligi, završavajući na 14. mjestu. Početkom 1989. klub kupuje bugarskog napadača Luboslava Peneva. U sezoni 1991./1992. na klupu Valencie sjeda Nizozemac Guus Hiddink. On s Valenciom stiže do četvrtog mjesta, te do četvrtfinala Španjolskog kupa. Početkom 1992. klub ulazi u preoblikovanje te postaje sportsko dioničarsko društvo. Hiddink je na klupi Valencie ostao do 1993., Kada je Valencia teško poražena u Kupu UEFA od talijanskog Napolija, koji je na Mestalli slavio s čak 5:1.
Početkom 1994. na klupu Valencie sjeda brazilac Carlos Alberto Parreira koji je s brazilskom reprezentacijom bio prvak na Svjetskom nogometnom prvenstvu 1994. U prijelaznom roku u klub stižu španjolski vratar Andoni Zubizarreta, ruski napadač Oleg Salenko te Predrag Mijatović.  Nakon loših rezultata, Parreira napušta klupu Valencie, a zamjenjuje ga Jose Manuel Rielo.  Kasnije Valenciju su još vodili Luis Aragonés i Jorge Valdano  koji su imali igrače poput Brazilca Romaria i Argentinaca Claudia Lopeza i Ariela Ortege, ali nisu uspjevali postići dobre rezultate. 
Godine 1997., na klupu Valencie dolazi talijanski trener Claudio Ranieri. On u svojoj prvoj sezoni na Mestalli prekida post dug 19 godina bez osvojenog trofeja, godine 1999. osvaja Španjolski kup. Sljedeće sezone, Ranierija zamjenjuje Argentinac Héctor Cúper, koji je dvaput odveo Valenciu do finala Lige prvaka. Prvi put sezone 1999./00. kada su poraženi rezultatom 3:0 od Real Madrida, te drugi put sezone 2000./01. kada su također poraženi, ovaj put nakon izvođenja jedanaesteraca od njemačkog Bayerna.
Cúper početkom 2001. odlazi na klupu talijanskog Intera, a na klupi Valencie zamjenjuje ga Rafa Benítez. On sezone 2001./2002. s Valenciom osvaja naslov prvaka, prvi nakon 31 godine. Sezone 2003./2004. osvajaju još jedan naslov prvaka, te Kup UEFA. Iste godine Rafa Benitez napušta Valenciju, te odlazi u engleski Liverpool. Sezonu 2004./2005. je obilježio povratak Ranieria na klupu Valencie, ali u povratničkoj sezoni nije postigao značajnije uspjehe (klub završava sezonu na 7. mjestu te se kvalificirao u Intertoto kup). Ranieri dobiva otkaz, a zamjenjuje ga bivši igrač Valencie Quique Sánchez Flores. Pod njegovim vodstvom, klub se kvalificirao u Liga prvaka tri sezone zaredom, a najveći uspjeh u tom natjecanju bilo im je igranje u četvrtfinalu. Početkom sezone 2008./2009. na klupu Valencie dolazi Unai Emery.

## Stadion
Valencia je u početku igrala na stadionu Algirós, ali se 1923. sele na Mestallu. Prvu utakmicu na novom stadionu odigrali su 20. svibnja 1923. protiv Levantea. Tijekom 1950-ih kapacitet stadiona je povećan na 45.000 sjedećih mjesta. Mestalla je od 1970. do 1995. nosila ime Luis Casanova. Danas stadion može primiti 48.600 gledatelja, a dimenzije travnjaka su 105 x 70 metara.

### Novi stadion
Klub se 2009. godine trebao preseliti na novi stadion u sjeverozapadnom djelu grada ali zbog financijski problema je cijeli projekt oko stadiona u fazi mirovanja. Izgrađeno je dvije trećine stadiona i potrebno još oko 160 mil. € da se završi. Novi stadion Nou Mestalla imat će kapacitet od 75.000 sjedećih mjesta, te će biti treći najveći španjolski stadion. Uz to, imat će 5 zvjezdica prema UEFA-inim kriterijima.

## Oprema i boje
Originalni dres Valencije sastojao se od bijele majice, te crnih kratkih hlačica i čarapa. Iako su tijekom godina, crna i bijela bile glavne boje na dresu, na sadašnjem je i narančasta.
- Prvi dres: Bijela majica s narančastim obrubom, crne hlačice i bijele čarape s crnim obrubom.
- Drugi dres: Crna majica s narančastim obrubom, narančastim hlačicama i crnim čarapama.
- Vratarski dres: Plava majica s bijelim obrubom, crne hlačice i crne čarape.

| Boje kluba  | Boje kluba | Boje kluba |
| Boje kluba  |            |            |
| Boje kluba  |            |            |
|             |            |            |
| 1919.−1924. |            |            |

| Boje kluba  | Boje kluba | Boje kluba |
| Boje kluba  |            |            |
| Boje kluba  |            |            |
|             |            |            |
| 1924.−1960. |            |            |

| Boje kluba  | Boje kluba | Boje kluba |
| Boje kluba  |            |            |
| Boje kluba  |            |            |
|             |            |            |
| 1960.−1994. |            |            |

| Boje kluba  | Boje kluba | Boje kluba |
| Boje kluba  |            |            |
| Boje kluba  |            |            |
|             |            |            |
| 1994.−1995. |            |            |

| Boje kluba  | Boje kluba | Boje kluba |
| Boje kluba  |            |            |
| Boje kluba  |            |            |
|             |            |            |
| 1995.−1999. |            |            |

| Boje kluba  | Boje kluba | Boje kluba |
| Boje kluba  |            |            |
| Boje kluba  |            |            |
|             |            |            |
| 1999.−2008. |            |            |

## Himna
Španjolski dirigent Pablo Sanchez Torella je na zahtjev kluba sastavio glazbu pod nazivom "Pasodoble" za himnu Valencije, a tekst je napisao Ramon Gimeno Gil. Himna je 21. rujna 1993. doživjela svoju premijeru za vrijeme 75. obljetnice kluba. 

### Valencijina himna
És un equip de primera

nostre València Club de Futbol

que lluita per a defendre en totes bandes nostres colors

En el Camp de l´Algirós ja començàrem a demostrar

que era una bona manera per a València representar

Amunt València, Visca el València, és el millor

Amunt València, Visca el València del nostre cor

Units com sempre els valencianistes et seguirem

en cada estadi per a què triomfes t´animarem

En la capital del Túria és el València qui vist de blanc

i defén la camiseta ple de coratge per a guanyar

En Mestalla continuarem sempre esforçant-se per a triomfar

i les glòries arribaren i en competència continuaran

Amunt València, Visca el València, és el millor

Amunt València, Visca el València, del nostre cor

Units com sempre els valencianistes et seguirem,

en cada estadi perquè triomfes t´animarem

Amunt València, Visca el València es el millooooooooor

## Priča o šišmišu
Tijekom prve polovice 13. stoljeća Valenciu i Baleare osvojio Jakov I. Aragonski. Nakon osvajanja kralj im je dao status neovisnih kraljevstva. Tada je Valencia bila pod upravom Jakova I koji je isto tako bio vladar Aragona. 
Na grbu Valencie stoje dva slovo L. Ona prikazuju sastajanje kralja s narodom i njegovo okrunjenje za njihovog kralja.
Postoji nekoliko mogućih objašnjenja što predstavlja šišmiša na grbu Valencie. Jedan od mogućih objašnjenja je da su se šišmiši često pojavljivali na tom području. Drugo objašnjenje je da se je 9. listopada 1238. prilikom ulaska Jakova I u grad, na njegovu zastavu sletio šišmiš. On se od tada smatra dobrim ili sretnim znakom.
Nakon što je osvojio grad, Jakov I je na grb Valencije postavio šišmiša.

## Treneri od 1999. do danas
| Ime i Prezime            | Nacionalnost | Od                  | Do                  | Utak. | Pobjeda | Neriješ. | Poraz | Postotak% | Titule                |
| ------------------------ | ------------ | ------------------- | ------------------- | ----- | ------- | -------- | ----- | --------- | --------------------- |
| Héctor Cúper             |              | 1. srpnja 1999.     | 30. listopada 2001. | 120   | 59      | 30       | 31    | 49.17%    | 1 Španjolski superkup |
| Rafael Benítez           |              | 1. srpnja 2001.     | 30. lipnja 2004.    | 163   | 87      | 43       | 33    | 53.37%    | 2 La Liga 1 Kup UEFA  |
| Claudio Ranieri          |              | 8. srpnja 2004.     | 25. veljače 2005.   | 36    | 15      | 12       | 9     | 41.67%    | 1 UEFA Superkup       |
| Antonio López            |              | 25. veljače 2005.   | 30. lipnja 2005.    | 14    | 4       | 8        | 2     | 28.57%    |                       |
| Quique Sánchez Flores    |              | 1. srpnja 2005.     | 29. listopada 2007. | 110   | 57      | 24       | 29    | 51.82%    |                       |
| Óscar Fernández          |              | 29. listopada 2007. | 2. studenog 2007.   | 1     | 0       | 0        | 1     | 0%        |                       |
| Ronald Koeman            |              | 2. listopada 2007.  | 21. travnja 2008.   | 34    | 11      | 9        | 14    | 32.35%    | 1 Copa del Rey        |
| Salvador González "Voro" |              | 21. travnja 2008.   | 30. lipnja 2008.    | 5     | 4       | 0        | 1     | 80%       |                       |
| Unai Emery               |              | 1. srpnja 2008.     | 30. lipnja 2012.    | 110   | 54      | 31       | 25    | 49.09%    |                       |
| Mauricio Pellegrino      |              | 1. srpnja 2012.     | 1. prosinca 2012.   | 21    | 10      | 4        | 7     | 47.62%    |                       |
| Ernesto Valverde         |              | 3. prosinca 2012.   | 1. srpnja 2013.     | 31    | 17      | 7        | 7     | 54.84%    |                       |
| Miroslav Đukić           |              | 1. srpnja 2013.     | 16. prosinca 2013.  | 23    | 11      | 3        | 9     | 47.83%    |                       |
| Juan Antonio Pizzi       |              | 16. prosinca 2013.  | 2. sprnja 2014.     | 31    | 12      | 10       | 9     | 38.71%    |                       |
| Nuno Espírito Santo      |              | 4. srpnja 2014.     | 29. studenog 2015.  | 63    | 32      | 16       | 14    | 50.79%    |                       |
| Gary Neville             |              | 2. prosinca 2015.   | 30. ožujka 2016.    | 28    | 10      | 7        | 11    | 35.71%    |                       |
| Pako Ayestarán           |              | 30. ožujka 2016.    | 20. rujna 2016.     | 12    | 3       | 1        | 8     | 25%       |                       |
| Voro                     |              | 20. rujna 2016.     | 28. rujna 2016.     | 2     | 2       | 0        | 1     | 66.67%    |                       |
| Cesare Prandelli         |              | 28. rujna 2016.     | 30. prosinca 2016.  | 10    | 3       | 3        | 4     | 30%       |                       |
| Voro                     |              | 30. prosinca 2016.  | 30. lipnja 2017.    | 25    | 10      | 4        | 11    | 40%       |                       |
| Marcelino                |              | 1. srpnja 2017.     | 11. rujna 2019.     | 110   | 55      | 29       | 26    | 50%       | 1 Copa del Rey        |
| Albert Celades           |              | 11. rujna 2019      | 29. lipnja 2020.    | 41    | 15      | 12       | 14    | 36.59%    |                       |
| Voro                     |              | 29. lipnja 2020.    | 19. srpnja 2020.    | 6     | 2       | 1        | 3     | 33.33%    |                       |
| Javi Gracia              |              | 27. srpnja 2020.    | danas               |       |         |          |       |           |                       |

## Sponzori
| Godina        | Sponzor             |
| ------------- | ------------------- |
| 1984. – 1989. | Edesa               |
| 1989. – 1994. | Mediterraneo        |
| 1994. – 1995. | Cip                 |
| 1995. – 1998. | Ford                |
| 1998. – 2001. | Terra Mitica        |
| 2001. – 2002. | Metrored            |
| 2002. – 2003. | Terra Mitica        |
| 2003. – 2008. | Toyota              |
| 2008. – 2009. | Valencia Experience |
| 2009. – 2011. | Unibet              |
| 2011. – 2014. | Jinko Solar         |
| 2014. – 2016. | beIN Sports         |
| 2017. – 2019. | BLU Products        |
| 2019.-        | bwin                |

| Godina        | Proizvođač opreme |
| ------------- | ----------------- |
| 1980. – 1982. | Adidas            |
| 1982. – 1989. | Ressy             |
| 1989. – 1993. | Puma              |
| 1993. – 2000. | Luanvi            |
| 2000. – 2009. | Nike              |
| 2009. – 2011. | Kappa             |
| 2011. – 2014. | Joma              |
| 2014. – 2019. | Adidas            |
| 2019.-        | Puma              |

## Poznati treneri
| Period      | Ime i prezime           |
| ----------- | ----------------------- |
| 1933./1934. | Jack Greenwell          |
| 1948./1954. | Jacinto Quincoces       |
| 1960./1962. | Domènec Balmanya        |
| 1962./1963. | Alejandro Scopelli      |
| 1970./1974. | Alfredo Di Stéfano      |
| 1976./1977. | Heriberto Herrera       |
| 1979./1980. | Alfredo Di Stéfano      |
| 1986./1988. | Alfredo Di Stéfano      |
| 1988./1991. | Víctor Espárrago        |
| 1991./1994. | Guus Hiddink            |
| 1994./1995. | Carlos Alberto Parreira |
| 1995./1996. | Luis Aragonés           |
| 1996./1997. | Jorge Valdano           |

| Period      | Ime i prezime         |
| ----------- | --------------------- |
| 1997./1999. | Claudio Ranieri       |
| 1999./2001. | Hector Cuper          |
| 2001./2004. | Rafael Benítez        |
| 2004./2005. | Claudio Ranieri       |
| 2005./2007. | Quique Sánchez Flores |
| 2007./2008. | Ronald Koeman         |
| 2008./2012. | Unai Emery            |
| 2013.       | Miroslav Đukić        |
| 2013./2014. | Juan Antonio Pizzi    |
| 2014./2015. | Nuno Santo            |
| 2016.       | Cesare Prandelli      |

## Predsjednici
| Period        | Ime i prezime          |
| ------------- | ---------------------- |
| 1919. – 1922. | Octavio Milego Díaz    |
| 1922.         | Alfredo Aigües Ponce   |
| 1922.         | Francisco Vidal Muñoz  |
| 1922. – 1924. | Ramón Leonarte Ribera  |
| 1924.         | Francisco Zarandieta   |
| 1924. – 1925. | Pablo Verdeguer Comes  |
| 1925. – 1929. | Facundo Pascual Quilis |
| 1929. – 1932. | Juan Giménez Cánovas   |
| 1932. – 1933. | Manuel del Moral       |
| 1933. – 1935. | Adolfo Royo Soriano    |
| 1935. – 1936. | Francisco Quinzá       |

| Period        | Ime i prezime         |
| ------------- | --------------------- |
| 1936.         | Luis Casanova Giner   |
| 1939. – 1940. | Alfredo Giménez Buesa |
| 1940. – 1959. | Luis Casanova Giner   |
| 1959. – 1961. | Vicente Iborra Gil    |
| 1961. – 1973. | Julio de Miguel       |
| 1973. – 1975. | Francisco Casares     |
| 1975.         | Alfredo Cervera       |
| 1976. – 1983. | José Ramos Costa      |
| 1983.         | José Barrachina       |
| 1983. – 1986  | Vicente Alfonso       |
| 1986.         | Pedro García          |

| Period        | Ime i prezime          |
| ------------- | ---------------------- |
| 1986. – 1990. | Arturo Tuzón Gil       |
| 1990.         | José Domingo           |
| 1990. – 1993. | Arturo Tuzón Gil       |
| 1993. – 1994. | Melchor Hoyos Pérez    |
| 1994. – 1997. | Francisco Roig Alfonso |
| 1997. – 2001. | Pedro García           |
| 2001. – 2004. | Jaime Ortí Ruiz        |
| 2004. – 2008. | Juan Bautista Soler    |
| 2008.         | Agustín Morera         |
| 2008. – 2009. | Vicente Soriano        |
| 2009.         | Javier Gómez Molina    |
| 2009.-        | Manuel Llorente        |

## Tehničko osoblje
Tehničko osoblje kluba je sljedeće:
- Trener: Javi Gracia
- Pomoćni trener: Voro, Óscar Álvarez
- Trener vratara: José Manuel Ochotorena, Borja Fernández
- Kondicijski trener: Javier Miñano, Sergio García
- Izaslanik: Paco Camarasa
- Glavni liječnik: Pedro López Mateu
- Klupski liječnik: Pascual Casany, Juan Aliaga, Antonio Maestro
- Asistenti: Bernardo España, Vicente Ventura Deval, Jorge Vicente Ramón Donat, Vicente Navarro Navarro, José Manuel López.
- Fizoterapeuti: Horacio González, José Luis Estellés, Mario Jarque, Álex Castillo, Pascual Castell

## Klupski uspjesi

### Domaći uspjesi
La Liga:
- Prvak (6): 1941./42., 1943./44., 1946./47., 1970./71., 2001./02., 2003./04.
- Drugi (6): 1947./48., 1948./49., 1952./53., 1971./72., 1989./90., 1995./96.

 Kup Kralja:
- Prvak (7): 1940./41., 1948./49., 1953./54., 1966./67., 1978./79., 1998./99., 2007./08.,[24] 2018./19.
- Finalist (10): 1933./34., 1936./37., 1943./44., 1944./45., 1945./46., 1951./52., 1969./70., 1970./71., 1971./72., 1994./95.

Copa Eva Duarte (prethodnik španolskog superkupa):
- Prvak (1): 1949.
- Finalist (1): 1947.

 Supercopa de España:
- Prvak (1): 1999.
- Finalist (3): 2002., 2004., 2008.[25]

Segunda División:
- Prvak (2): 1930./31., 1986./87.

### Europski uspjesi
Kup velesajamskih gradova
- Prvak (2): 1961./62., 1962./63.
- Finalist (1): 1963./64.

```
Kup UEFA
```

- Prvak (1): 2003./04. (finale)

 Kup pobjednika kupova
- Prvak (1): 1979./80.

UEFA Superkup:
- Prvak (2): 1980., 2004.

Intertoto kup
- Prvak (1): 1998.

UEFA Liga prvaka:
- Finalist (2): 1999./00., 2000./01.

## Poznati igrači
| - Santiago Cañizares - Vanderson - Miguel Ángel Angulo - Aritz Aduriz‎ - Pep Balaguer - Francisco José Camarasa - Ignacio Eizaguirre - Eloy Olaya - Javier Farinós - Fernando Gómez - Tino Costa - Guillermo Gorostiza - Iván Helguera - Carlos Marchena - Rubén Baraja - Gaizka Mendieta - Mista - Mundo - Vicente - Javi Navarro - Joaquín Sánchez - José Manuel Ochotorena - Andrés Palop - Antonio Puchades - Quique Sánchez Flores - Roberto Fernández - Enrique Saura - Francisco Rufete - Fernando Morientes - Salva - Miguel Tendillo - Voro - Andoni Zubizarreta - David Villa - David Silva - Roberto Soldado - David Albelda - Jordi Alba - Sergio Canales - Pablo Hernández - Sofiane Feghouli - Rabah Madjer - Moussa Saib - Pablo Aimar - Roberto Ayala - Alejandro Domínguez - Pablo Piatti | - Éver Banega - Mario Kempes - Kily González - Claudio López - Ariel Ortega - Mauricio Pellegrino - Juan Antonio Pizzi - Kurt Jara - Diego Alves - Fábio Aurélio - Viola - Romário - Mazinho - Edu - Jonas - Leonardo - Ricardo Oliveira - Marcelinho Carioca - Luboslav Penev - Predrag Mijatović - Goran Vlaović - Frank Arnesen - Jocelyn Angloma - Aly Cissokho - Didier Deschamps - Jérémy Mathieu - Anthony Réveillère - Alain Roche - Sándor Kocsis - Rainer Bonhof - Amedeo Carboni - Bernardo Corradi | - Marco Di Vaio - Stefano Fiore - Cristiano Lucarelli - Emiliano Moretti - Víctor Aristizábal - Patrick Kluivert - Johnny Rep - Faas Wilkes - Mohamed Sissoko - Salif Keita - John Carew - Rommel Fernández - Carlos "Lobo" Diarte - José del Solar - Ricardo Costa - Hugo Viana - Miodrag Belodedici - Adrian Ilie - Gabriel Popescu - Valery Karpin - Oleg Salenko - Miroslav Đukić - Nikola Žigić - Zlatko Zahovič - Joachim Björklund - Stefan Schwarz - Mehmet Topal - Miguel Bossio - Wilmar Cabrera - Mario Regueiro |

## Vanjske poveznice
- Službena stranica kluba (en) (es)
- Navijačka stranica (en)
- Novi stadion (en)

| Sastav Valencije – Sezona 2024./25. | Sastav Valencije – Sezona 2024./25. |
| --- | ----------------------------------- |
| |                                     |
| 1 Doménech • 3 Mosquera • 4 Diakhaby • 6 Guillamón • 7 Canós • 8 Guerra • 9 Duro • 10 Almeida • 11 Federico • 12 Correia • 13 Rivero • 14 Gayà • 15 Özkacar • 16 López • 17 Jaremčuk • 18 Pepelu • 19 Amallah • 20 Foulquier • 21 Vázquez • 23 Pérez • 25 Mamardašvili • Trener: Baraja |                                     |

| Sastav Valencije – Sezona 2024./25. | Sastav Valencije – Sezona 2024./25. |
| --- | ----------------------------------- |
| |                                     |
| 1 Doménech • 3 Mosquera • 4 Diakhaby • 6 Guillamón • 7 Canós • 8 Guerra • 9 Duro • 10 Almeida • 11 Federico • 12 Correia • 13 Rivero • 14 Gayà • 15 Özkacar • 16 López • 17 Jaremčuk • 18 Pepelu • 19 Amallah • 20 Foulquier • 21 Vázquez • 23 Pérez • 25 Mamardašvili • Trener: Baraja |                                     |

| Valencia Club de Fútbol                                     | Valencia Club de Fútbol           |
| ----------------------------------------------------------- | --------------------------------- |
|                                                             |                                   |
| Igrači • Treneri • Statistika • Sezone • Trofeji • Povijest |                                   |
|                                                             |                                   |
| Ekipe                                                       | Valencia C.F. • Valencia Mestalla |
|                                                             |                                   |
| Stadioni                                                    | Estadio Mestalla • Nou Mestalla   |
|                                                             |                                   |
| Povezani članci                                             | Los Che                           |

| Valencia Club de Fútbol                                     | Valencia Club de Fútbol           |
| ----------------------------------------------------------- | --------------------------------- |
|                                                             |                                   |
| Igrači • Treneri • Statistika • Sezone • Trofeji • Povijest |                                   |
|                                                             |                                   |
| Ekipe                                                       | Valencia C.F. • Valencia Mestalla |
|                                                             |                                   |
| Stadioni                                                    | Estadio Mestalla • Nou Mestalla   |
|                                                             |                                   |
| Povezani članci                                             | Los Che                           |

| La Liga 2024./25. | La Liga 2024./25. |
| --- | ----------------- |
| |                   |
| Alavés • Athletic Bilbao • Atlético Madrid • Barcelona • Celta de Vigo • Espanyol • Getafe • Girona • Las Palmas • Leganés • Mallorca • Osasuna • Rayo Vallecano • Real Betis • Real Madrid • Real Sociedad • Sevilla • Valencia • Valladolid • Villarreal |                   |

| La Liga 2024./25. | La Liga 2024./25. |
| --- | ----------------- |
| |                   |
| Alavés • Athletic Bilbao • Atlético Madrid • Barcelona • Celta de Vigo • Espanyol • Getafe • Girona • Las Palmas • Leganés • Mallorca • Osasuna • Rayo Vallecano • Real Betis • Real Madrid • Real Sociedad • Sevilla • Valencia • Valladolid • Villarreal |                   |

| Članovi osnivači Europskog udruženja klubova | Članovi osnivači Europskog udruženja klubova |
| --- | -------------------------------------------- |
| |                                              |
| Ajax • Anderlecht • Barcelona • Bayern München • Birkirkara • Chelsea • Dinamo Zagreb • Glasgow Rangers • Juventus • Lyon • København • Manchester United • Milan • Olympiakos • Porto • Real Madrid • Valencia |                                              |

| Članovi osnivači Europskog udruženja klubova | Članovi osnivači Europskog udruženja klubova |
| --- | -------------------------------------------- |
| |                                              |
| Ajax • Anderlecht • Barcelona • Bayern München • Birkirkara • Chelsea • Dinamo Zagreb • Glasgow Rangers • Juventus • Lyon • København • Manchester United • Milan • Olympiakos • Porto • Real Madrid • Valencia |                                              |